# Sergei Wladimirowitsch Protopopow
Sergei Wladimirowitsch Protopopow (russisch Сергей Владимирович Протопопов; * 21. Märzjul. / 2. April 1893greg. in Moskau; † 14. Dezember 1954 ebenda) war ein Komponist der russischen Avantgarde in den 1920er-Jahren.

## Leben
Protopopow studierte zunächst an der Universität Moskau Medizin, wechselte dann jedoch an das Konservatorium Kiew, wo er als Schüler von Boleslaw Jaworski, der ihn bereits während seines Medizinstudiums unterrichtet hatte, 1921 seinen Abschluss machte. Einige Zeit arbeitete er noch am Konservatorium Kiew und übersiedelte dann nach Moskau, wo er unter anderem als Chordirigent am Bolschoi-Theater wirkte. Seine progressive Kompositionstechnik sowie sein reger Kontakt mit der Assoziation für zeitgenössische Musik (ASM) sorgten dafür, dass er bald zu den führenden Komponisten der jungen Sowjetunion wurde. Obwohl er in dieser Zeit nur wenig komponierte, wurden sechs Werke im Rahmen der ab 1927 bestehenden Kooperation des Sowjetischen Staatsverlags mit der Universal Edition auch in Wien verlegt: das Lied Gänseblümchen op. 3 für Gesang und Klaviertrio, die Liederzyklen op. 8, op. 10, op. 11 für Gesang und Klavier und die Klaviersonaten Nr. 2 (op. 5) und 3 (op. 6), wobei die 2. Klaviersonate sogar eigens in Wien gestochen wurde. Der Vertrieb der Noten aus Wien sorgte schließlich auch für Aufführungen im westlichen Ausland. 1930 veröffentlichte er eine Arbeit über Elemente zum Bau der Musiksprache, in der er u. a. eine 72-teilige mikrotonale Tonskala vorschlug.
Den kulturellen Systemwechsel, der sich spätestens ab 1932 bemerkbar machte, bekam Protopopow auch heftig zu spüren. Am 4. März 1934 wurde Protopopow wegen Homosexualität – er war seit 1918 mit seinem Lehrer und Freund Boleslaw Jaworski liiert – verhaftet und am 4. April 1934 in Abwesenheit und auch ohne Verteidigung verurteilt. Zuerst befand er sich in einem Lager in Mariinsk (im Siblag), später im Dmitlag, einem Straflager in Dmitrow nahe Moskau, dessen Insassen zum Bau des Moskau-Wolga-Kanals gezwungen wurden. Als Arzthelfer hatte er in beiden Lagern eine recht privilegierte Stellung, die es ihm erlaubte, auch weiterhin musikalisch tätig zu werden; nur kurzzeitig wurde er zu Schwerarbeit herangezogen. Er durfte verhältnismäßig viele Lebensmittelpakete erhalten, in Mariinsk durfte er ohne Bewachung in die Stadt gehen, und im Dmitlag durfte er Besuch empfangen.
Nach seiner Deportation nach Mariinsk (er kam wohl am 29. April 1934 dort an) konnte er sich allerdings zunächst nicht musikalisch betätigen, da es nur eine Bühne mit einem Klavier, jedoch zahlreiche andere Musiker gab. Doch schon im Mai gab er sein erstes Konzert, hier musizierte er gemeinsam mit einem Bariton Eigenkompositionen. Die Leitung eines kleinen Lagerorchesters, die er ab November 1934 auf Befehl übernahm, hemmte wiederum seine kompositorische Tätigkeit, da er Opern und Orchesterwerke für die verfügbare reduzierte Besetzung arrangieren musste.
Am 12. November 1935 wurde er ins Dmitlag transportiert, das musikalische und künstlerische Betätigungen noch stärker förderte als das Lager in Mariinsk. Mit dem Dmitlag wollte man ein Vorzeige-Gulag schaffen, das durch ein breites Kulturangebot die Moral unter den Häftlingen steigerte. Ein Schein-Wettbewerb, bei dem man das angeblich kulturell erbauliche Leben im Lager demonstrierte, brachte Protopopow, der die „Einsendungen“ sichten musste, nicht nur seine vorzeitige Entlassung am 11. Juni 1936, sondern auch eine Auszeichnung sowie 100 Rubel Belohnung. Nach seinem Haftende hielt er sich noch bis Anfang 1938 in Dmitrow auf, bevor er nach Moskau zurückkehrte.
1938 bis 1943 lehrte Protopopow am Moskauer Konservatorium und an der musikpädagogischen Fachschule Moskau. Sein Freund Dmitri Schostakowitsch hatte sich für seine Anstellung eingesetzt und sorgte sich besonders nach Jaworskis Tod 1942 um ihn. Am 14. Dezember 1954 starb Protopopow in Moskau.

## Werk
Protopopows Œuvre enthält Klavierkompositionen, Lieder und Chöre, später auch Volkslieder und Orchesterstücke. Wie auch bei anderen Komponisten seiner Generation (z. B. Alexander Mossolow) muss man die Werke in vor und nach 1932 (Sozialistischer Realismus wird zur allgemein geltenden künstlerischen Leitlinie) trennen.
Vor 1932 befand sich Protopopow auf dem Zenit seines kompositorischen Könnens und ging virtuos mit modernen und progressiven Mitteln um. Aus den 1910er und 1920er Jahren gibt es somit 11 avantgardistische Werke mit Opuszahl (in Gojowys Auflistung fehlen jedoch op. 2 und op. 9). Als Schlüsselwerke gelten dabei seine 3 Klaviersonaten (op. 1, 1920–1922, op. 5, 1924 fertiggestellt und op. 6, 1924–1928). Besonders in den vielfach auf 3 Notensystemen notierten, pianistisch höchst anspruchsvollen Sonaten Nr. 2 und 3 bedient er sich einer progressiven Tonsprache, die von den Theorien seines Lehrers Jaworski ausgeht. Sie basieren auf Tonkomplexen, die vom Tritonus dominiert werden, und nähern sich klanglich dem Spätwerk Alexander Skrjabins an. Stellenweise sind sie taktstrichlos, an Vogelrufe erinnernde Passagen scheinen stellenweise auch Olivier Messiaen zu antizipieren, gleichsam ist seine 2. Klaviersonate mit dem gleichen Tonmaterial komponiert, das später auch Messiaens 2. Modus mit begrenzten Transpositionsmöglichkeiten definiert (ein direkter Zusammenhang ist dabei aber äußerst fraglich).
In den 1930er Jahren musste er – vor allem in der Haft – seinen Stil mäßigen. Er begann, viele Volkslieder zu sammeln und zu vertonen, arrangierte Opern und Orchesterwerke für das Mariinsker Lagerorchester und setzte dabei immer noch seine Opus-Zählung fort. Zwar resümierte er, dass die „einschneidenden Erlebnisse der letzten zwei Jahre [in Haft] eine gewisse positive Auswirkung auf mein Schaffen hatten, in dem sie es tiefer gemacht haben“ (Klause 2014, S. 235), jedoch finden sich in seinen späteren Werken kaum noch Andeutungen an die avantgardistische Phase der 1920er Jahre.
Im Dmitlag musste sich Protopopow Anfang 1936 an einer großen Finte beteiligen: Dabei handelte es sich um einen Kompositionswettbewerb für Lieder, der unter den Häftlingen ausgelobt wurde. Es sollten sich vor allem Laien beteiligen, und eine externe Jury (in der z. B. auch Dimitri Kabalewski saß) bewertete die Arbeiten. Dmitri Schostakowitsch, der jedoch nicht der Jury angehörte, zeigte sich entzückt über die „frische[n] Ideen, die von begabten Menschen komponiert worden sind“ (Klause 2010, S. 140). Kabalewski äußerte sich – wenn auch in sachlicherem Tonfall – ähnlich. Ziel war es, das Dmitlag nach außen so zu präsentieren, als wären die Bedingungen derart erbaulich, dass selbst Laien plötzlich die Muse zum Komponieren fänden. Offiziell schrieben Protopopow und der Pianist Aleksandr Rozanov bloß die Klavierbegleitungen zu den im Heft Muzyka trassy (Musik der [Kanal-]Trasse) veröffentlichten Siegerkompositionen. Eine genauere Betrachtung der Umstände unter Einbeziehung von Zeugenberichten offenbart jedoch, dass die beiden die auf der Baustelle gesungenen Lieder abhörten, die Melodien musikalisch verfeinerten und mit einem Klaviersatz versahen, kurzum: Rozanov und Protopopow lieferten für die Veröffentlichung eigentlich eine Sammlung eigener Volksliedbearbeitungen.
Wie auch Schostakowitsch musste er ab den 1930er Jahren sozusagen ein doppeltes Werkverzeichnis führen: Einerseits demonstrierte er z. B. mit dem Marsch betonschtschikow (Marsch der Betonarbeiter, komponiert im Dmitlag) politische Willfährigkeit, andererseits wurden Kompositionen bewusst unter Verschluss gehalten (z. B. die fünf Préludes für Klavier op. 32, ebenfalls in Haft komponiert). Auch ist sein eigenes Werkverzeichnis lückenhaft, wohl um kritische Werke auszuklammern.

## Medien
Steffen Schleiermacher spielte 2003 Protopopows 2. Klaviersonate erstmals auf CD ein. Thomas Günther lieferte 2013–2016 die erste Gesamteinspielung aller drei Sonaten.
Fünf der sechs in Wien gedruckten Werke sind als Nachdruck der Russischen Erstausgabe erschienen, die 2. Klaviersonate op. 5 wurde in Wien ediert und gestochen. Die Noten sind momentan (2018) im normalen Musikalienhandel nicht erhältlich, können aber auf Direktanfrage bei der Universal Edition als Sonderanfertigung geliefert werden.
Des Weiteren hat der Sowjetische Staatsverlag sowohl anfangs avantgardistische Werke, später dann die gemäßigten Werke herausgegeben. Den Umständen entsprechend waren die avantgardistischen Werke Protopopows in den 1930er Jahren im russischen Musikalienhandel natürlich nicht mehr erhältlich.